# Manuel de Azevedo da Cunha
Manuel de Azevedo da Cunha (Calheta, ilha de São Jorge, 1 de Janeiro de 1861 — Calheta, ilha de São Jorge, 13 de Agosto de 1937) foi um sacerdote católico, historiador, professor e jornalista, a quem a vila da Calheta, em São Jorge, deve a criação de alguns dos seus jornais mais relevantes.

## Biografia
Era filho de Manuel de Azevedo da Cunha, também natural da Calheta de São Jorge, e de Rosa Mariana da Trindade, natural da Piedade, ilha do Pico.
Fez os seus estudos no Seminário Episcopal de Angra e foi ordenado padre no dia 19 de Maio de 1883. Logo após a sua ordenação foi colocado na ilha de São Jorge onde iniciou a sua actividade pastoral no concelho da Calheta, como cura do lugar dos Biscoitos (Calheta).
O padre Manuel de Azevedo da Cunha, no ano de 1884 deu início à sua actividade como professor primário complementar na Escola Complementar da Calheta, cargo que ocupou até à extinção daquele estabelecimento em 1896. Durante esse período de tempo acumulou as funções de professor com as de pároco.
Foi transferido para beneficiado da Igreja de Santa Catarina, a igreja matriz da vila da Calheta.
Além das actividades inerentes à sua actividade de sacerdote dedicou grande parte da sua vida à investigação da história da ilha de São Jorge. Os seus trabalhos começaram a ser publicados em 1896.
Também se dedicou ao jornalismo, tendo colaborado em vários jornais de Angra do Heroísmo e da ilha de são Jorge. Entre eles destaca-se o Insulano, publicação semanal editada na vila do Topo, ilha de São Jorge, no qual, sob a epígrafe Papéis Velhos, publicou importantes documentos e notas para a história da ilha de São Jorge.
Parte importante das suas publicações foram incluídas no volume XIII do Arquivo dos Açores, publicado em 1920.
Em 1924 iniciou a publicação de um conjunto de Notas Históricas, em fascículos, publicação que foi interrompida com a publicação do 31.º fascículo. Em 1981, a Universidade dos Açores fez publicar, na sua versão integral as Notas Históricas de Manuel de Azevedo da Cunha, em dois volumes, com recolha, introdução e notas de Artur Teodoro de Matos. A edição foi subsidiada pela Direcção Regional dos Assuntos Culturais da Secretaria Regional da Educação e Cultura do Governo dos Açores.
O padre Manuel de Azevedo da Cunha faleceu na sua casa da Calheta, no dia 13 de Agosto de 1937.